# مقاس العائذي
مقاس العائذي أو مسهر بن النعمان شاعر عربي أدرك الإسلام، ولكن لم تثبت المراجع إسلامه بشكل صريح. ونسب مقاس هو أنه مسهر بن النعمان بن عمرو بن ربيعة بن تيم بن الحرث بن مالك بن عبيد بن خزيمة وينتهي نسبه إلى إلياس بن مضر بن نزار بن معد بن عدنان. وأما مقاس فهو لقبه الذي غلب عليه قيل أنه لحقه من قول أحدهم عن مسهر بن النعمان أنه يمقس الشعر كيف شاء؛ أي يقوله كيفما أراد، ومن قول أحدهم بأن لقبه إنما لحقه من قول أحدهم مقست نفسه؛ أي تقززت. وأما نسبته العائذي فلأنه من عائذة قريش كذلك أمهم عائذة بن الخمس بن قحافة بن خثعم.

## شعره
من شعره: